# Рудолф Файел
Рудолф Файел (на немски: Rudolf Veiel) е германски офицер (генерал от танковите войски), служил по време на Първата и Втората световна война.

## Биография

### Ранен живот, Първа световна война (1914 – 1918)
Рудолф Файел е роден на 10 декември 1883 г. в Щутгарт, Германска империя. През 1904 г. се присъединява към армията като офицерски кадет от Уламския 19-и полк. Участва с него в Първата световна война и след края ѝ се присъединява към Райхсвера.

### Втора световна война (1939 – 1944)
Между 1 март 1938 и 16 януари 1942 г. е командир на 2-ра танкова дивизия. На 1 октомври 1938 г. е издигнат в чин генерал-лейтенант, а на 1 април 1942 г. в генерал от танковите войски. През 1942 г. командващ генерал на 48-и танков корпус дислокиран на съветско-германския фронт. През септември, година по-късно е командир на 5-и военен окръг (на немски: Wehrkreis V).

### Заговор от 20 юли 1944 г. и пленяване
След заговора от 20 юли 1944 г. – опита за убийство на Хитлер, генералът е арестуван за съучастие, но не е екзекутиран. Освободен е от съюзниците и след войната се пенсионира в Щутгарт и там умира през 1956 г.

## Военни отличия
- Германски орден „Железен кръст“ (1914) – II (?) и I степен (?)
- Вюртембергски орден „За заслуга“ (2 август 1917)
- Германски медал „За зимна кампания на изтока 1941/42 г.“ (?)
- Германски орден „Кръст на честта“ (?)
- Германска „Значка за раняване“ (?) – сребърна (?)
- Сребърни пластинки към ордена Железен кръст (1939) – II (?) и I степен (?)
- Рицарски кръст (3 юни 1940)